# Festival cinéma et migrations d'Agadir
Le Festival Cinéma et migrations est un festival cinématographique qui se tient annuellement à Agadir au Maroc.

## Historique
Le Festival Cinéma et migrations est organisé depuis 2003 par l'association « L'Initiative culturelle ».
C'est un festival à thème, accueillant des films marocains et internationaux qui traitent des migrations ou dont le réalisateur ou la réalisatrice est un immigré.
Des conférences et débats, ouverts au grand public et aux étudiants des universités et animés par des chercheurs dans le domaine des migrations, figurent au programme du festival.
La 11e édition du festival « Cinéma et migrations » s'est déroulée du 11 au 15 novembre 2014[réf. nécessaire].
La 12e édition s'est déroulée du 9 au 14 novembre 2015[réf. nécessaire].
La 13e édition a lieu entre le 15 et le 19 novembre 2016. Ce festival a été organisé en partenariat avec le conseil de la communauté marocaine à l'étranger et le pays invité d'honneur est la Côte d'Ivoire, le président du jury long métrage le réalisateur ivoirien M. Fadika Kramo-Lanciné, réalisateur, conseiller technique, chargé des affaires cinématographiques au Ministère de la Culture et de la Francophonie de Côte d'Ivoire. Le président du jury des courts métrages est le réalisateur Nabil Benyder.
Le festival décerne le prix « Argana » pour les courts et longs métrages qui traitent de l'émigration, ou dont les réalisateurs sont des immigrés[réf. nécessaire].